# ارولینیاس آرژانتیناس

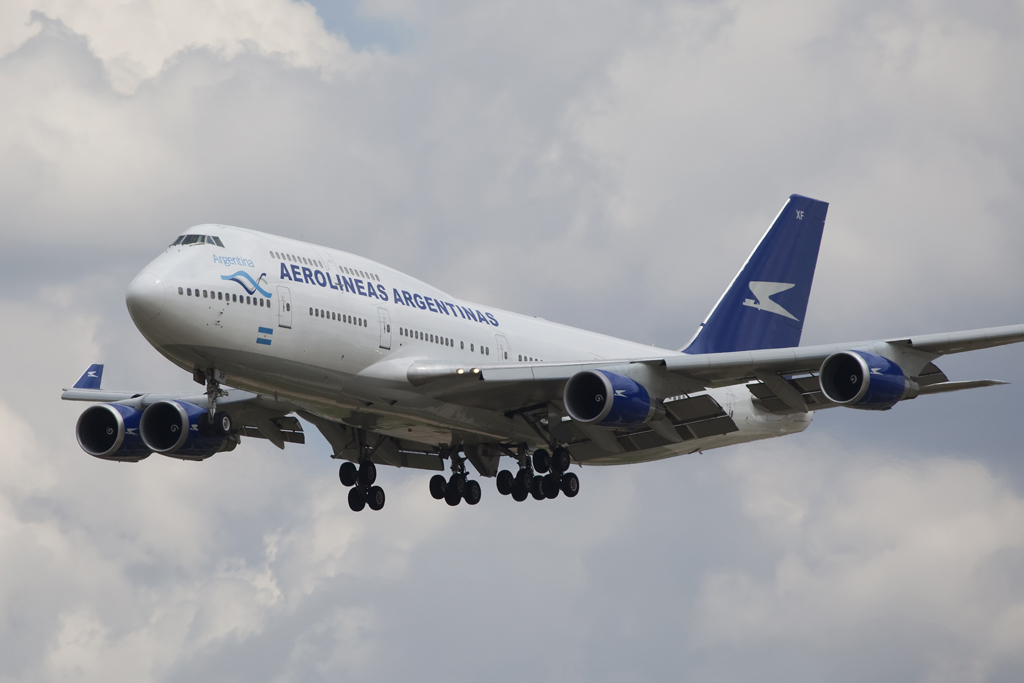
هواپیمای بوئینگ ۷۴۷ متعلق به ارولینیاس آرژانتیناس

ارولینیاس آرژانتیناس (به اسپانیایی: Aerolíneas Argentinas) شرکت هواپیمایی حامل پرچم آرژانتین است، که در سال ۱۹۴۹ با ادغام چهار شرکت هواپیمایی راه‌اندازی شد. در دسامبر ۱۹۵۰ توسط کنسرسیومی به رهبری شرکت هواپیمایی ایبریا خریداری شد. در ۱۹۹۰ گروپو مارسانس کنترل آن را بدست گرفت و از سال ۲۰۰۱ نیز تحت کنترل دولت آرژانتین به فعالیت ادامه می‌دهد.
شرکت ارولینیاس آرژانتیناس در حال حاضر روزانه به ۵۶ مقصد از طریق قطب‌های فرودگاه یورگ نوبری و فرودگاه بین‌المللی مینیسترو پیستارینی به عنوان قطب‌های این شرکت هواپیمایی پروازهای مستقیم دارد.
دفتر مرکزی این شرکت در شهر بوئنوس آیرس، آرژانتین قرار دارد. شرکت ارولینیاس آرژانتیناس در حال حاضر در ناوگان هوایی خود، دارای ۵۶ فروند هواپیمای جت مسافربری می‌باشد.